# チャールズ・ホーヒー
チャールズ・ジェームズ・ホーヒー（Charles James Haughey, アイルランド名Cathal Ó hEochaidh, 1925年9月16日 - 2006年6月13日）は、アイルランドの第6代首相（ティーショク）で、もっとも議論を呼んだ20世紀のアイルランド政治家の一人である。首相を3期務めた（1979年 - 1981年、1982年3月 - 1982年12月、1987年 - 1992年）。1979年から1992年まで、フィアナ・フォイル（アイルランド共和党）の第4代党首であった。2006年6月13日、10年ほど前から患っていた前立腺癌の転移により死去。
香港の水泳選手のシボーン・ホーヒー（Siobhán Haughey、何詩蓓）は孫姪である。